# Pelteobagrus fulvidraco
Pelteobagrus fulvidraco és una espècie de peix de la família dels bàgrids i de l'ordre dels siluriformes.

## Morfologia
Els mascles poden assolir els 34,5 cm de longitud total.

## Distribució geogràfica
Es troba des de Laos i el Vietnam fins al sud-est de Sibèria, incloent-hi la conca del riu Amur.